# فرديناند شتاينر
فرديناند شتاينر هو لاعب جمباز فني تشيكي، ولد في القرن التاسع عشر، وتوفي في القرن العشرين.